# Agostino Falivene
Agostino Falivene (Giffoni Valle Piana, ... – Ischia, 1548) è stato un vescovo cattolico italiano.

## Biografia
Originario di Giffoni Valle Piana, appartenente all'Ordine dei Servi di Maria, noto come Agostino di Salerno, il 25 settembre 1528 fu eletto vescovo di Capri. Il 24 aprile 1534 papa Paolo III lo trasferì alla sede di Ischia, dove morì nel 1548. Riposa nella cripta del Castello Aragonese di Ischia.

## Genealogia episcopale
La genealogia episcopale è:
- Arcivescovo Gabriele Mascioli, O.E.S.A.
- Vescovo Agostino Falivene, O.S.M.